# 데지레 두에
데지레 두에(Désiré Doué, 2005년 6월 3일 ~ )는 프랑스의 축구 선수로, 현재 프랑스 리그 1의 파리 생제르맹에서 공격형 미드필더, 윙어로 뛰고 있다.

## 여담
- 프랑스, 코트디부아르 시민권을 가지고 있다.
- 형제 Guela, 사촌 Yann Gboho, Marc-Olivier Doue도 축구선수이다.

## 출전 통계
| 클럽          | 시즌    | 출전 | 득점 | 도움 |
| ------------- | ------- | ---- | ---- | ---- |
| 스타드 렌     | 2022-23 | 34   | 4    | 1    |
| 스타드 렌     | 2023-24 | 42   | 4    | 4    |
| 파리 생제르맹 | 2024-25 | 61   | 16   | 14   |

## 수상

#### 파리 생제르맹
- 리그 1 : 2024-25
- 쿠프 드 프랑스 : 2024-25
- 트로페 데 샹피옹 : 2024
- UEFA 챔피언스리그 : 2024-25

#### 프랑스
- UEFA U-17 유로 : 2022
- 올림픽 은메달 : 2024

### 개인
- 리그 1 올해의 팀 : 2024-25
- 리그 1 올해의 영플레이어 : 2024-25
- 리그 1 이 달의 선수 : 2025년 3월
- UEFA 챔피언스리그 시즌의 팀 : 2024-25
- UEFA 챔피언스리그 시즌의 영플레이어 : 2024-25
- UEFA 챔피언스리그 결승전 PotM : 2025
- FIFA 클럽 월드컵 최우수 영플레이어 : 2025